# Антигониди
Антигониди или Антигонидска династија била је династија македонских краљева, која је владала Македонијом од 294. п. н. е. -168. п. н. е. (са прекидом од 288. п. н. е. -276. п. н. е.).
Оснивач династије је генерал војске Александра Македонског Антигон I Монофталмос ("једнооки"). Антигон је владао већином у Малој Азији и Сирији. Покушај да овлада целим Александровим царством завршава поразом и његовом погибијом у бици код Ипса 301. п. н. е.
Антигонов син Деметрије Полиоркет је преживео битку код Ипса. После борби 294. п. н. е. постаје краљ Македоније, али закратко до 288. п. н. е. Деметрије Полиоркет губи трон и умире у затвору 283. п. н. е.
После извесног времена Деметријев син Антигон II Гоната успева да трајно овлада 276. п. н. е. Македонијом и грчким градовима. Антигониди отада владају Македонијом до 168. п. н. е., а грчким градовима до 197. п. н. е. .
Чланови Антигонидске династије су:
- Антигон I Монофталмос
- Деметрије I Полиоркет (294. п. н. е.-288. п. н. е.)
- Антигон II Гоната (276. п. н. е.-239. п. н. е.)
- Деметрије II Македонски (239. п. н. е.-229. п. н. е.)
- Антигон III Досон (229. п. н. е. - 221. п. н. е.)
- Филип V Македонски (221. п. н. е.-179. п. н. е.)
- Персеј Македонски (179. п. н. е.-168. п. н. е.)